# Маралди (Курчумський район)
Маралди́ (каз. Маралды) — село у складі Курчумського району Східноказахстанської області Казахстану. Адміністративний центр Маралдинського сільського округу.
Населення — 470 осіб (2021; 833 у 2009, 1227 у 1999, 1614 у 1989).
Національний склад станом на 1989 рік:
- казахи — 100 %

До 1992 року село називалося Мараліха.